# Madonna col Bambino (Basaiti)
Madonna col Bambino è un dipinto di Marco Basaiti. Eseguito tra il 1496 e il 1505, è conservato nella National Gallery di Londra.

## Descrizione
Il tema pittorico della Madonna col Bambino è affrontato con attenzione alla gestualità del Bambino, ai colori e al panneggio della veste della Vergine. Il tradizionale drappo è verde e lascia spazio a due scorci di paesaggio ai lati.
Si tratta con tutta probabilità di un'opera giovanile e realizzata per usi di devozione familiare.